# Matti Lähde
Matti Lähde   (Joutseno, 14 de maig de 1911 - Lappeenranta, 2 de maig de 1978) va ser un esquiador finlandès, especialista en esquí de fons, que va competir durant les dècades de 1930 i 1940.
El 1936 va prendre part en els Jocs Olímpics de Garmisch-Partenkirchen, on disputà dues proves del programa d'esquí de fons. Guanyà la medalla d'or en la prova dels relleus 4x10 quilòmetres, formant equip amb Kalle Jalkanen, Kalle Jalkanen i Sulo Nurmela. En la prova dels 18 quilòmetres fou quinzè.
En el seu palmarès també destaquen tres títols nacionals emtre 1935 i 1945.